# Draaibrug Souburg
De Draaibrug Souburg is een draaibrug die de dorpen Oost-Souburg en West-Souburg in de Nederlandse gemeente Vlissingen met elkaar verbindt. De brug ligt over het Kanaal door Walcheren. Het beweegbare deel is een tweearmige draaibrug (draaipunt in het midden) van 48½ meter lang, met aan de Oost-Souburgse kant een aanbrug van 19½ meter lang. Beide zijn uitgevoerd als vakwerkbrug.
Voor de scheepvaart is het de bedoeling dat de beroepsvaart door de oostelijke opening vaart en de pleziervaart, vanwege de beperkte diepte, door de westelijke. De bediening wordt op afstand gedaan vanuit “Sluis Vlissingen”, te bereiken op VHF-kanaal 22.
Voor het wegverkeer zijn alleen voetgangers en fietsers toegelaten.

## Historie
In 1868 werd begonnen met het graven van het Kanaal door Walcheren. Op 6 juli 1869 werd de eerste steen gelegd voor de Souburgse brug. Tijdens de Tweede Wereldoorlog werd op 2 november 1944 de brug door Duitse troepen opgeblazen. Een vervangende brug (afkomstig uit Sluiskil) werd op 31 januari 1947 in gebruik genomen. In 1997 werd de brug als beschermd monument aangewezen.